# Super Bowl XXXV
O Super Bowl XXXV foi o jogo que decidiu o campeão da temporada de 2000 da NFL. A partida, disputada em 28 de janeiro de 2001, no Raymond James Stadium, em Tampa, Flórida, entre Baltimore Ravens (representante da AFC) e New York Giants (representante da NFC), terminou com vitória do time de Baltimore, por 34 a 7.
Os Ravens, que tiveram uma temporada regular com doze vitórias e quatro derrotas, se tornou o terceiro time de wild card (repescagem) a vencer um Super Bowl e o segundo em quatro anos. Os Giants entraram no jogo buscando sua terceira vitória em três aparições no Super Bowl após também encerrar o ano com doze vitórias em dezesseis jogos.
Na final, Baltimore cedeu apenas 152 jardas ao ataque de New York (a terceira menor marca de jardas ofensivas totais num Super Bowl), sackando 4 vezes o quarterback adversário e forçando cinco turnovers. Todas as dezesseis posses de bola do Giants durante o jogo terminaram em punts ou interceptações, com exceção da jogada final da partida, que aconteceu com o relógio já zerado. A única pontuação de New York foi um touchdown, um retorno de kickoff de 97 jardas, que foi respondido por Baltimore também com um retorno de kickoff de 84 jardas para touchdown na jogada seguinte. Os Giants se tornaram o primeiro time desde o Cincinnati Bengals de 1988 no Super Bowl XXIII a não marcar um único touchdown ofensivo na partida, sendo a quinta vez que isso aconteceu no geral. O linebacker de Baltimore, Ray Lewis, que fez cinco tackles e bloqueou quatro passes, foi nomeado MVP do Super Bowl.
Contando as finais da NFL de 1958 e 1959, esta foi a quarta decisão de campeonato que envolveu equipes das cidades de Baltimore e Nova Iorque, além de ter sido uma repetição do Super Bowl III, onde New York Jets derrotou o Baltimore Colts. Um time de Baltimore não vencia um Super Bowl desde a vitória dos Colts em 1971.
A partida foi assistida por 84,3 milhões de pessoas nos Estados Unidos, uma audiência menor que na edição anterior.

## Resumo das jogadas
- BAL- TD: Brandon Stokley, passe de 38 jardas de Trent Dilfer (ponto extra: chute de Matt Stover) 7-0 BAL
- BAL- FG: Matt Stover 47 jardas 10-0 BAL
- BAL- TD: Duane Starks, retornando uma interceptação 49 jardas (ponto extra: chute de Matt Stover) 17-0 BAL
- NYG- TD: Ron Dixon, retornando um "kickoff" para 97 jardas (ponto extra: chute de Brad Daluiso) 17-7 BAL
- BAL- TD: Jermaine Lewis, retornando um "kickoff" para 84 jardas (ponto extra: chute de Matt Stover) 24-7 BAL
- BAL- TD: Jamal Lewis, corrida de 3 jardas (ponto extra: chute de Matt Stover kick) 31-7 BAL
- BAL- FG: Matt Stover 34 jardas 34-7 BAL